# Ле Лоррен, Робер
Робе́р Ле Лорре́н (фр. Robert Le Lorrain; 15 ноября 1666, Париж — 1 июня 1743, там же) — французский скульптор эпохи барокко.

## Биография
Будущий скульптор родился в Париже, в семье Клода Ле Лоррена, делового агента Николя Фуке, министра финансов при короле Людовике XIV. Учился у скульптора, живописца и архитектора Пьера Поля Пюже. В восемнадцать лет Ле Лоррен поступил в студию Франсуа Жирардона. Помимо сотрудничества с учителем, ему было поручено обучать детей Жирардона рисованию и присматривать за другими учениками. В 1689 году Ле Лоррен получил Римскую премию и уехал для продолжения образования в Италию.
По возвращении в Париж Ле Лоррен сначала поступил в Академию Святого Луки, а затем, в 1701 году был принят в Королевскую академию живописи и скульптуры. В 1737 году стал ректором Академии. Робер Ле Лоррен умер в Париже в 1743 году.

## Творческое наследие
До наших дней дошло немного произведений этого выдающегося мастера. Его самая известная работа — каменный рельеф «Кони Солнца» над дверями конюшни в Отеле Роган (Hôtel de Rohan) в Париже; скульптуры, выполненные в 1718—1721 годах для кардинала де Рогана в Шато-де-Саверн, были утрачены в результате пожара в замке в 1779 году, но скульптуры для дворца кардинала в Страсбурге сохранились. Работы Ле Лоррена для Марли также были рассеяны, как и церковные произведения в Париже и Орлеане, скульптура в капелле Версаля сохранилась.
Сохранившиеся скульптуры Робера Ле Лоррена хранятся в Институте искусств Курто в Лондоне, Художественном музее Гонолулу, Музее Пола Гетти (Лос-Анджелес), Музее Лихтенштейна в Вене, в Лувре в Париже и Национальной галерее искусства в Вашингтоне (США).
Среди его учеников были Жан-Батист Лемуан и Жан-Батист Пигаль.

## Галерея

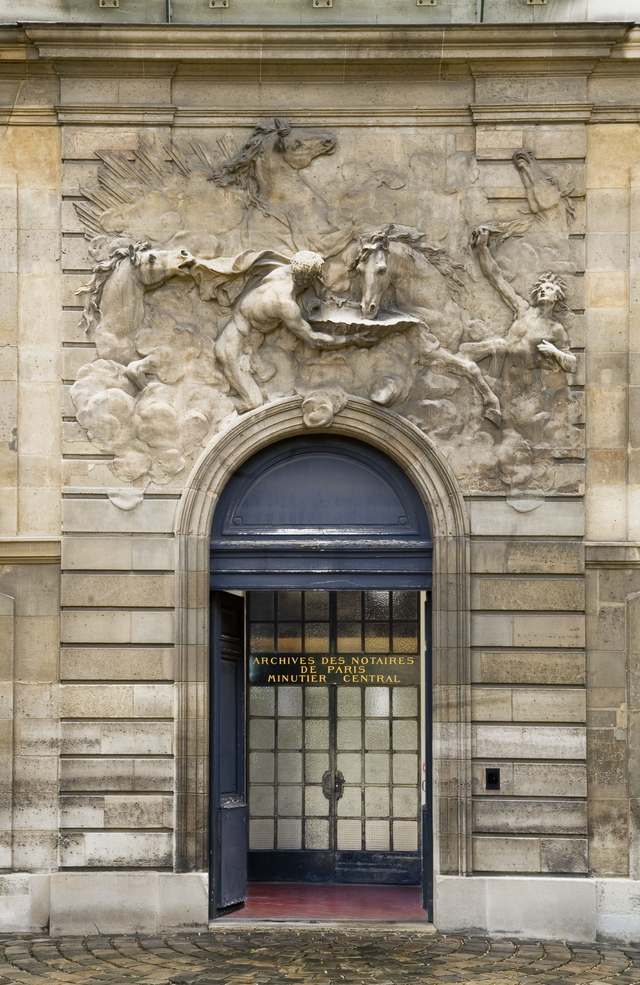
«Слуги Аполлона, дающие воду лошадям солнечной колесницы» («Кони Солнца»). 1718—1721 (Воссоздание). Бывшие конюшни «Hôtel de Rohan» в Париже
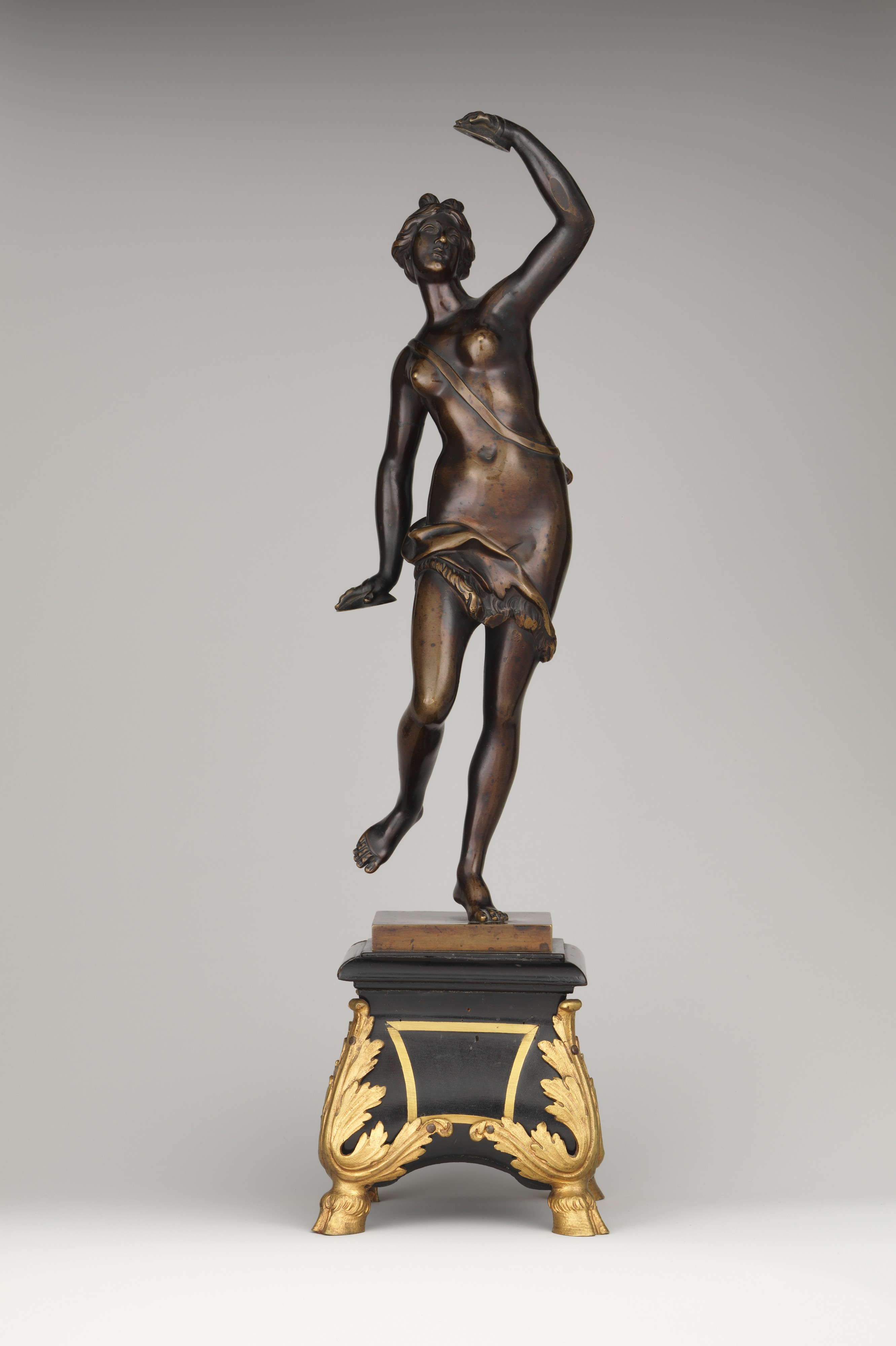
Вакханка. Ок. 1700 г. Бронза. Метрополитен-музей, Нью-Йорк
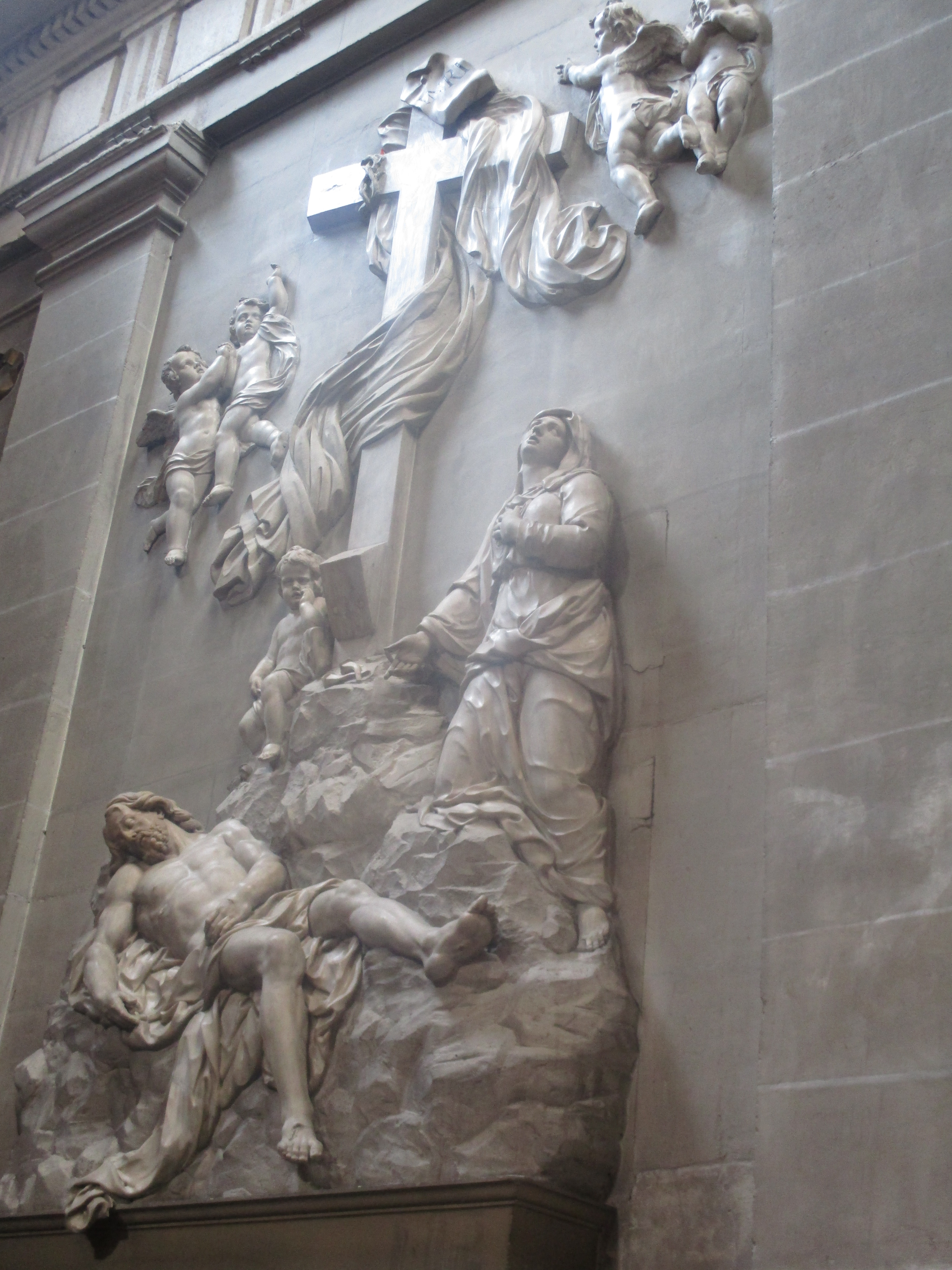
Пиета. Надгробие Катрин Дюшемен, супруги скульптора Франсуа Жирардона. 1704. Мрамор. Церковь Святой Маргариты, Париж
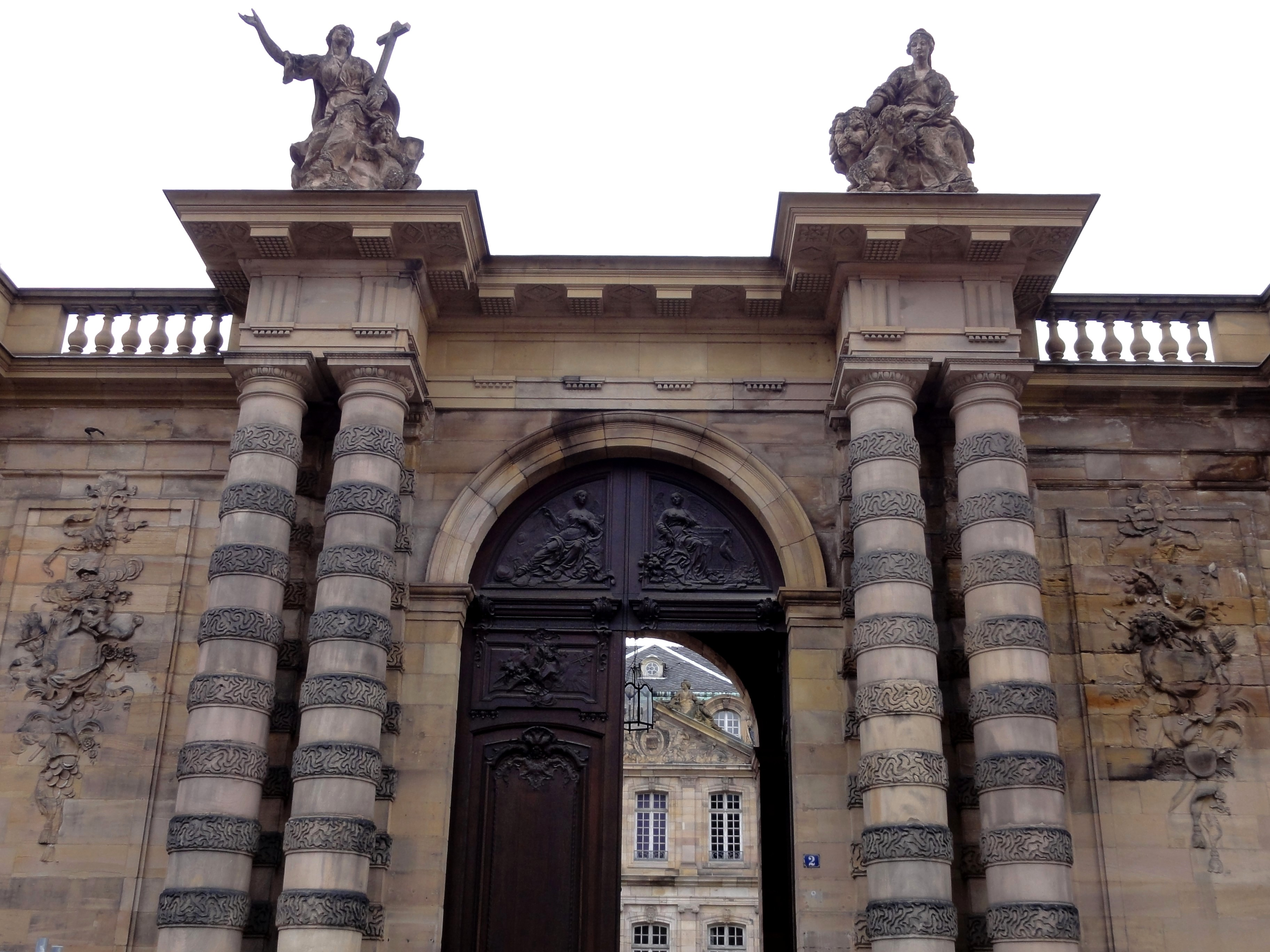
Портал Палаццо Роган. 1732—1742. Страсбург
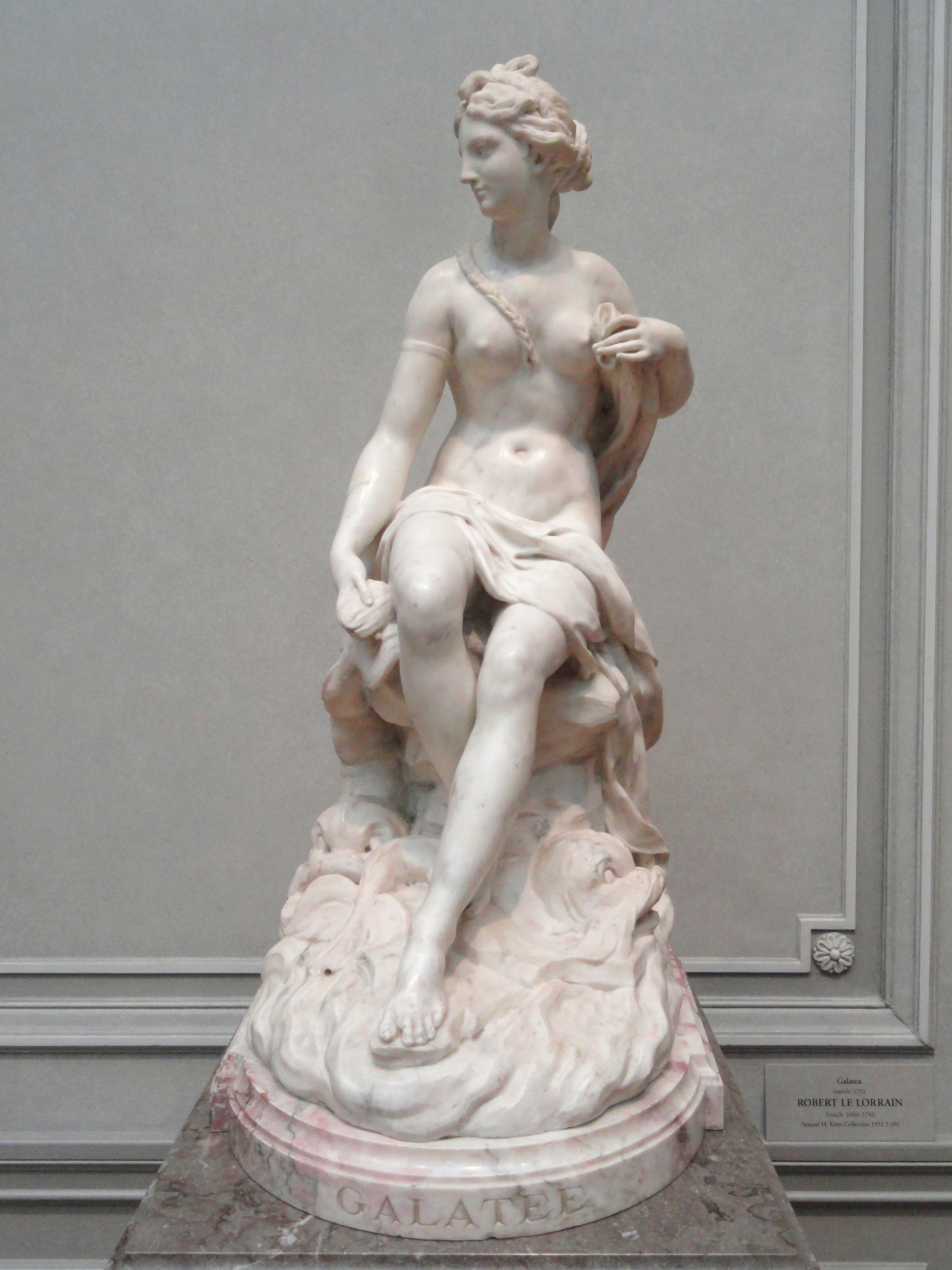
Галатея. 1701. Мрамор. Национальная галерея искусств, Вашингтон
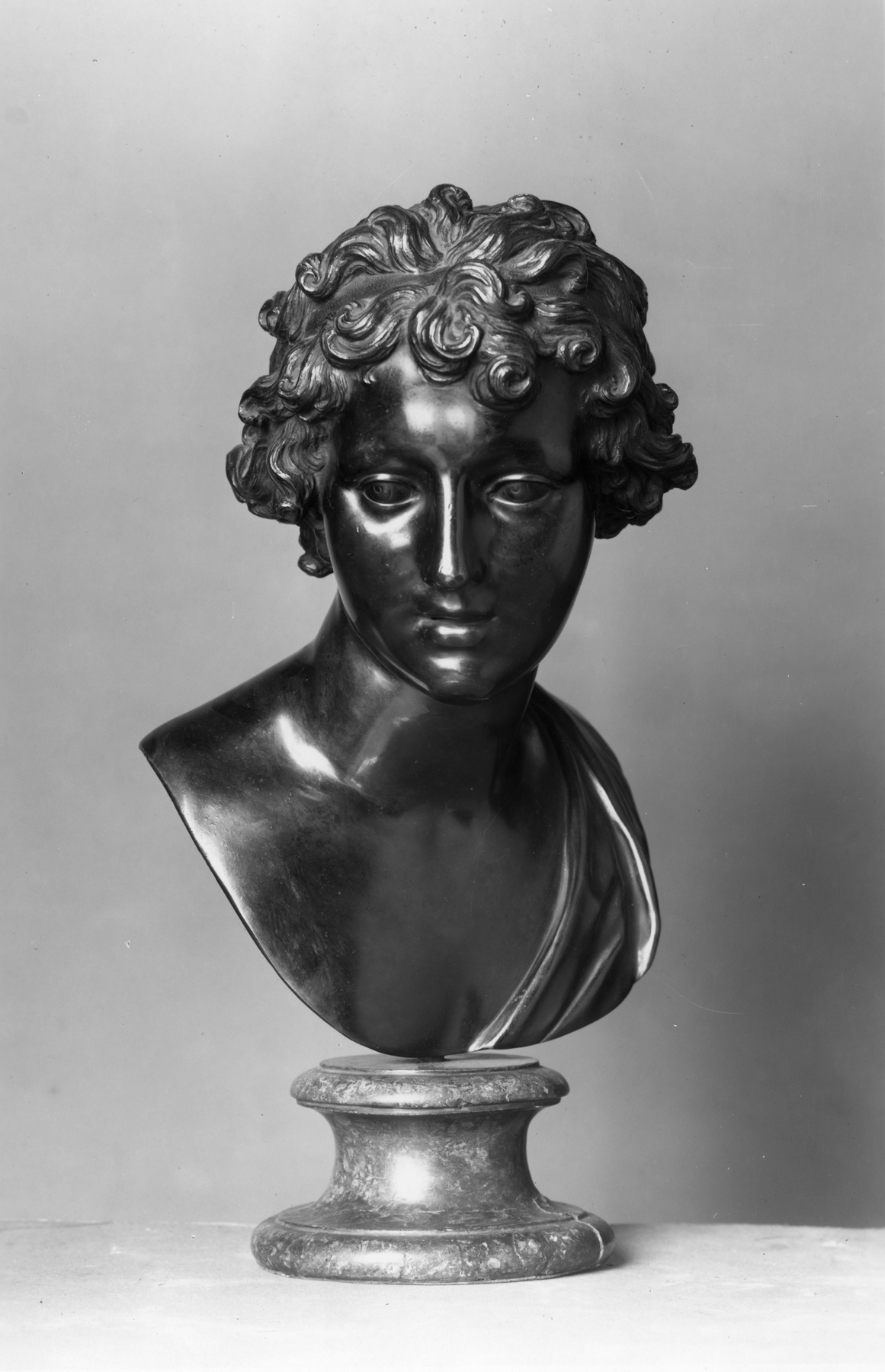
Аполлон. Ок. 1715. Бронза. Художественный музей Уолтерса, Балтимор, США